# Tebesbest
Tebesbest (em árabe: ﺗﻴﺒسﺴﺖ) é uma comuna localizada na província de Ouargla, Argélia. De acordo com o censo de 2008, a população total da cidade era de 35 032 habitantes.